# Перельман Вадим Валерійович
Вадим Валерійович Перельман (* 8 вересня 1963, Київ, УРСР) — американський кінорежисер, сценарист, та продюсер українського походження.

## Біографія
Навчався в Альбертському університеті (Канада), кіношколі Райєрсонського університету (Торонто), з 1990 — відточивши свої навички режисури та монтажу музичних відео, він вирішив переїхати до Лос-Анджелеса, щоб продовжити свою кар'єру.
Протягом наступних трьох років Перельман знімав міжнародну телевізійну рекламу для Microsoft, General Motors, Panasonic, Nike, Airwalk, AT&T, Sony PlayStation, Coors і MasterCard, а також музичні кліпи, зокрема "Because of You" Келлі Кларксон.
2003 року дебютував як кінорежисер у Великій Британії («Будинок з піску і туману») і був визнаний Національною радою американських кінооглядачів найкращим і номінований на премію «Оскар». У створенні фільму брала участь продюсерська фірма Стівена Спілберга.
Серед нагород, зокрема, премія Національної Ради кінокритиків.

## Фільмографія
Режисер
Повнометражні фільми
- 2003 — «Будинок з піску і туману» (драма, США)
- 2007 — «Все життя перед її очима» (драма, США)
- 2016 — «Ялинки 5» (комедія, Росія)
- 2018 — «Придбай мене» (комедія, Росія)
- 2019 — «Уроки фарсі» (драма, Росія / Німеччина)

Телебачення
- 2007 — «Попіл» (телесеріал, Росія)
- 2015 — «Зради», (ТБ міні-серіал 16 епізодів, Росія)